# Lydia Schouten

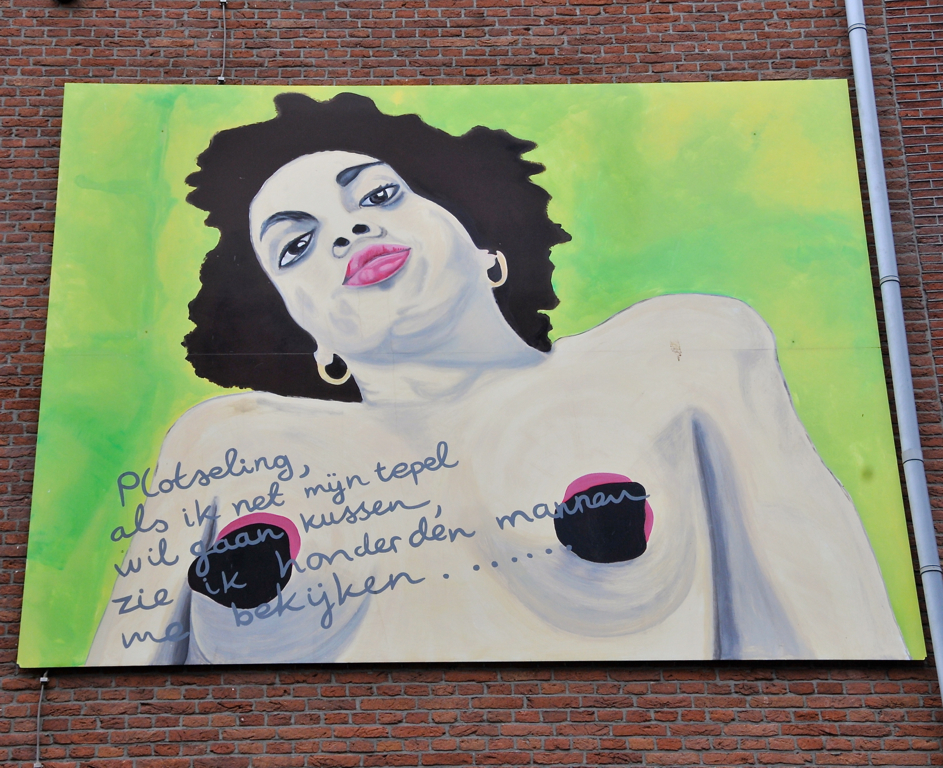
Muurschildering van Lydia Schouten die tussen 2002 en 2005 bij de Keileweg in Rotterdam hing. Sinds de sluiting van de tippelzone te vinden op de kruising van de Witte de Withstraat en de Eendrachtsstraat

Lydia Schouten (Leiden, 22 mei 1948) is een Nederlands beeldend kunstenaar. In het begin van haar carrière stelde ze traditionele vrouwenrollen en de vrouw als seksobject aan de kaak. Meer recent gaat haar werk over de thema's eenzaamheid, seks en geweld.

## Leven en werk
Schouten studeerde aan de Vrije Academie in Den Haag van 1967 tot 1971, en aan de Academie voor Beeldende Kunsten te Rotterdam van 1971 tot 1976. Van 1978 tot 1981 hield ze zich vooral met performancekunst bezig, van 1981 tot 1988 vooral met videokunst. In die tijd was ze lid van Time Based Arts, een organisatie van videokunstenaars. Sinds 1988 maakt ze veel installaties, met fotografie, geluid en video als belangrijke onderdelen.
Haar werk is onder andere tentoongesteld bij het Museum Ludwig in Keulen, het Centre Georges Pompidou te Parijs, de Torch Gallery in Amsterdam, het Institute of Contemporary Art te New York en het Metropolitan Museum of Photography in Tokio. 
Lydia Schouten maakte ook werk voor de openbare ruimte, zoals het Monument voor de Verdronken Dorpen (2009) in Colijnsplaat. Deze toren dient als herinnering aan de 117 dorpen, en hun bevolking, die tijdens de Watersnood van 1953 onder water gelopen zijn.
Schouten woont en werkt in Rotterdam en Amsterdam.